# 사천시의회
사천시의회는 경상남도 사천시 지역을 관할하는 기초의회이다.